# 湯馬士·古斯錫
湯馬士·古斯錫（波蘭語：Tomasz Mirosław Kuszczak，波蘭語發音：[ˈtɔmaʂ ˈkuʂt͡ʂak] ⓘ，1982年3月20日—）是一名波蘭職業足球員，司职守门员，曾效力柏林赫塔、西布罗姆维奇、曼聯、沃特福德和布莱顿 。

## 簡歷

### 球會
古斯錫在德國球會哈化柏林從未上陣過任何賽事，及後他轉會到西布朗，並在那裡鋒芒漸露。他為球隊披甲上陣31場後，在2006/07年的賽季被曼聯領隊亚历克斯·弗格森看中，以借用條件把他帶到奧脫福球場。在借用條款當中，古斯錫一年借用期後便會正式加盟曼聯，成為真正的「紅魔鬼」。
他加盟曼聯後成為了首席門將范德萨的副手，他的加盟亦令霍华德失掉了第二門將的席位，他被外借到愛華頓。
他首場正選上陣的賽事，就是對著曼聯的勁敵阿仙奴。在這場賽事中，古斯錫表現神勇，先後救出多個險球，更救出了一球十二碼。可惜，艾迪巴約完場前的入球，最終令曼聯仍以0-1落敗。
2008年3月8日，在英格蘭足總盃8強賽對樸茨茅夫的賽事中，他以後備身份上陣，代替受傷的范德萨。但到了73分鐘，因為在禁區內撲跌巴路士，除了被判十二碼外，他自己更領紅牌出場。結果，里奧·費迪南客串當門將，未能撲出十二碼，最後曼聯以0-1見負，緣盡足總杯外，更粉碎了曼聯的三冠夢。
雖然范德萨於2011/12年球季退役，但隨著德赫亚及連迪格特的加盟，古斯錫在隊中的排名甚至在年青門將艾摩斯之後，上半季沒有上陣機會，將於季後約滿的古斯錫在2012年2月21日被借用到英冠球會屈福特直到球季結束。
2012年6月20日，古斯錫以自由身加盟英冠球會白禮頓，合約為期兩年。
2014年5月14日，白禮頓宣佈有六名球員不獲提供新合約可自由轉會，32歲的古斯錫為其中之一。
2014年11月3日，英冠球會狼隊與古斯錫簽署一份短期合約至2015年1月。

### 國家隊
古斯錫於2003年12月11日作客馬爾他首次代表波蘭上陣，以4-0獲勝。由於古斯錫在西布朗有出色的演出，雖然最終西布朗降級，他仍獲召加入2006年世界盃的波蘭23人大軍之中。但在2006年5月30日對哥倫比亞的熱身賽中，被對方門將路易斯·罗德里格斯（Neco Martínez）大腳笠入一球。最終在整個比賽中古斯錫只能擔任（Artur Boruc）的副車，沒有上場的機會。
2008年5月古斯錫再次獲選入2008年歐洲國家盃的波蘭大軍名單，但因背傷而退出。

## 榮譽
哈化柏林
- 德國足球協會聯賽盃 (2)：2001年、2002年；

曼聯
- 英格兰足球超级联赛 (2)：2006/07年、2007/08年（兩年均為特別發放）；
- 英格蘭聯賽盃 (2)：2008/09年、2009/10年；
- 英格蘭社區盾 (2)：2007年、2008年；
- 欧洲冠军联赛 (1)：2007/08年；
- 國際足協世界冠軍球會盃 (1)：2008年；